# Colma di Andorno
Colma di Andorno / Colma di Biella is een plaats (frazione) in de Italiaanse gemeente Biella en Andorno Micca.